# Niedów (zbiornik wodny)
Niedów (potocznie Witka) – zbiornik zaporowy o powierzchni 175,9 ha położony w województwie dolnośląskim w powiecie zgorzeleckim.
Zbiornik zbudowano w latach 1958–1962 na rzece Witka w pobliżu miejscowości Niedów na potrzeby chłodzenia elektrowni Turów. Pełni również funkcje retencyjną oraz rekreacyjną. Jeden z istniejących tu ośrodków wypoczynkowych został wybudowany „w czynie społecznym” przez pracowników kopalni i elektrowni.
Długość zbiornika ok. 4 km, maksymalna szerokość ok. 0,7 km. Najwyższy dopuszczalny poziom lustra wody 210 m n.p.m. Do poziomu 210,5 wolno napełniać tylko w wyjątkowych przypadkach.
Średnia głębokość zbiornika ok. 3,1 m. Głębokość przy zaporze ok. 12 m.
Poniżej zapory znajduje się elektrownia wodna o mocy 0,82 MW należąca do PGE Elektrowni Turów S.A.

## Historia
Roboty ziemne rozpoczęto w styczniu 1958. W 1962, po zakończeniu budowy betonowo-ziemnej zapory o długości blisko 300 metrów, wysokości 12 m i szerokości przy koronie 5 m, rozpoczęto napełnianie zbiornika o pojemności użytkowej 4,6 mln m³ (całkowitej 4,8 mln m³). Pod wodą znalazło się kilka gospodarstw rolnych (wysiedlonym mieszkańcom wypłacono odszkodowania i zapewniono mieszkania w blokach) i ruiny zabytkowego pałacu.
7 sierpnia 2010 w godzinach popołudniowych, po nagłych bardzo wysokich opadach w rejonie Niedowa, Radomierzyc i Bogatyni zbiornik uległ przepełnieniu. Według specjalistów w ciągu trzech godzin jezioro przyjęło masy wody dwukrotnie przekraczające jego pojemność. Około 18.00 woda przelała się przez koronę zapory czołowej, wskutek czego nastąpiło rozmycie zapory ziemnej i zniszczenie, a następnie niekontrolowane opróżnianie zbiornika obliczonego na przyjęcie maksymalnie 655 m³/s wody. Fala spiętrzonej wody (ok. 2000 do 3000 m³/s) przez pola dotarła do nasypu kolejowego. Nasyp został przerwany w rejonie Radomierzyc na odcinku około 20 metrów, co spowodowało powódź w Radomierzycach. Katastrofalny wypływ wody z rozmywanej zapory spowodował następnie rozmycie około 300 metrów nasypu w rejonie mostu kolejowego. Fala powodziowa dotarła do Nysy Łużyckiej, powodując jej wezbranie w Koźlicach, Zgorzelcu (gdzie poziom Nysy osiągnął ponad 7 m), Görlitz oraz w innych miejscowościach poniżej. Spiętrzona woda porwała m.in. samochód, którym jechał starosta zgorzelecki. Starosta wraz z kierowcą zostali uwięzieni we wzburzonej wodzie i dopiero po kilku godzinach wydobyci przez strażaków i odwiezieni do szpitala.
Ocenia się, że w trakcie wezbrania powodziowego przez zbiornik przepłynęło ponad 30 mln m³ wody, przy czym od godziny 0.00 do 15.50 zrzucono 1,256 mln m³ wody, a od 15.50 do 18.00 około 2 mln m³ wody. Stan zapory przed rozmyciem oceniany był jako dobry. Po katastrofie szacowano, że odbudowa zniszczonej zapory potrwa co najmniej półtora roku. Prokuratura podjęła badania, czy do zdarzenia nie doszło z powodu czyichś zaniedbań. Ustalono, że powodem zniszczenia zapory było ograniczenie zakresu zrzutu awaryjnego poprzez założenie wyłączników krańcowych ograniczających wysokość otwarcia zasuw powodziowych.